# Liste d'écrivains finlandais
Cette page présente une liste d'écrivains finlandais, classés par ordre alphabétique.
- Haut – A
- B
- C
- D
- E
- F
- G
- H
- I
- J
- K
- L
- M
- N
- O
- P
- Q
- R
- S
- T
- U
- V
- W
- X
- Y
- Z

Anni Kytömäki

## A
- Johan Eggert Åberg
- Siiri Åkerberg
- Maija Åkerman-Tudeer
- Birger Åkerman
- Arvo Aallas
- Eetu Aaltio
- Eino Aaltio
- Fredrik Aalto
- Kauko Aalto
- Lahja Aalto
- Marja-Sisko Aalto
- Pekka Aalto
- Pentti Aalto
- Elma Aaltonen
- Hilja Aaltonen
- Honey Aaltonen
- Toini Aaltonen
- Uma Aaltonen
- Aapeli
- Alma Aarni
- Otto Aarnisalo
- Aarne Aartio
- Kari Aartoma
- Umayya Abu-Hanna
- Aino Ackté
- Esa Adrian
- Nils Aejmelaeus
- Selja Ahava
- Jaakko Ahde
- Lempi Ahla
- Frans Ferdinand Ahlman
- Kössi Ahmala
- Charles Ahnger
- Armas Äikiä
- Antti Aho
- Hannu Aho
- Hilja Aho
- Juhani Aho
- Kalle Aho
- Hugo M. Ahokanta
- Unto Ahokivi
- Aleksanteri Ahola-Valo
- Ari Ahola
- Eino O. Ahonen
- Erkki Ahonen
- Kalle Ahonen
- Marko Ahonen
- Risto Ahonen
- Kalevi Ahoniemi
- Johan Jacob Ahrenberg
- Eino H. Ahti
- Risto Ahti
- Seppo Ahti
- Juhani Ahtiluoto
- Unto Ahtola
- Mauri Ahtosalo
- Turo Ahva
- Anton Aimonen
- Ilta-Maria Ainalinpää
- Jaana Airaksinen
- Aino Airamo
- Erkki Airas
- Pirkko Aitoaho
- Jorma Aittasalmi
- Aulis Akola
- Riikka Ala-Harja
- Aune Alaja
- Yrjö Alanen
- Outi Alanne
- Otto Al’Antila
- Päivi Alasalmi
- Ali Alava
- Aini Alhovuori
- Santeri Alkio
- Outi Alm
- Emil Almberg
- Erkki Almberg
- Marianne Alopaeus
- Armas Alvari
- Katja Alvik
- Aaro Amnell
- Anja Angel
- Sointu Angervo
- Willie Angervo
- Helena Anhava
- Risto Antikainen
- Leo Anttila
- Selma Anttila
- Kai Antturi
- Anu Hopia
- Leo Apo
- Ulla Appelsin
- Arijoutsi
- Onni W. Arima
- Hellevi Arjava
- Mauno Arjavirta
- Rolf Arnkil
- Olli Aro
- Tuuve Aro
- Impi Aronaho
- Eeva-Kaarina Aronen
- Wilhelmiina Arpiainen
- Sylva Arppe
- Lauri Arra
- Sinikka Arteva
- V. Arti
- A. Artokari
- Pontus Artti
- Oiva Arvola
- Adolf Ivar Arwidsson
- Hanna Asp
- Kaarlo Asp
- Risto Aspinen
- Anssi Asunta
- Heikki Asunta
- Eino Auer
- Marjaana Aumasto
- Yrjö Aunola
- Petter Wilhelm Aurén
- Terttu Autere
- Jaska Autero
- Oiva Autio
- Orvokki Autio
- Siiri Autiomäki-Paananen
- Arvi Auvinen

## B
- Sigrid Backman
- Sven Johan Backman
- Veijo Baltzar
- Nina Banerjee-Louhija
- Pekka Barck
- Reinhold von Becker
- Maria Berg
- Edvard Bergh
- Mimmi Bergh
- Katri Bergholm
- Heino A. Bergman
- J. A. Bergman
- Ritva Bergman
- Aina Bergroth
- Elis Bergroth
- Kersti Bergroth
- Fredrik Bergstadi
- Marja Björk
- Adolf Edvard Björkenheim
- Hassan Blasim
- Torsti Blom
- Ior Bock
- Mirja Bolgár
- Anna Bondestam
- Björn Borg
- Felix Borg
- Gunnar Björling
- Birgitta Boucht
- Anse Brand
- Juhani Brander
- Arne Broberg
- Henri Broms
- Heikki Brotherus
- Uno Brummer
- Marjo Brunow-Ruola
- Annikki Bärman
- Raimo Bärman
- Albert Theodor Böök

## C
- Juhana Fredrik Cajan
- Zacharias Cajander
- Juhana Cajanus
- Johan Calamnius
- Minna Canth
- C. E. Carlson
- Wilhelm Carlsson
- Fredrika Wilhelmina Carstens
- Eino Cederberg
- Edvin Christianson
- Waldemar Churberg
- Fabian Collan
- Johannes Matthiae Collinus
- Axel Gabriel Corander
- Claes Fredrik Corander
- H. K. Corander
- Fredrik Cygnaeus

## D
- Erik Dahlberg
- Fanny Davidsson
- Sunniva Drake
- Pertti Duncker

## E
- Lilli Earl
- Albert Eerola
- Eero Eerola
- Adelaïde Ehrnrooth
- Jari Ehrnrooth
- Eric Gustaf Ehrström
- Unto Ek
- Ragnar Ekelund
- Erkki Eklund
- Carl Georg Ekmark
- Jouko Ekmark
- N. Ekström
- Emil Elenius
- Betty Elfving
- Lauri Elimäki
- E. J. Ellilä
- Kirsti Ellilä
- Tuomi Elmgren-Heinonen
- Antero Eloharju
- J. W. Eloheimo
- Joel Elstelä
- Erika Ender
- Rafael Engelberg
- Ludvig Enkvist
- Siiri Enoranta
- Kaarlo Enqvist-Atra
- Lina Enroth
- Markku Envall
- Ester Erhomaa
- Arja Eriksson
- Juhani Eriksson
- Helvi Erjakka
- Juhana Heikki Erkko
- Ellida Erling
- Lyyli Eronen
- Simo Eronen
- Uula Eronen
- Johanna Ervast
- Pekka Ervast
- August Vilhelm Ervasti
- Aarne Erävaara
- Markku Eskelinen
- Terttu Eskelinen
- Ilmari Eskola
- Johan August von Essen
- Jorma Etto
- Gustaf Erik Eurén

## F
- Pentti Fabritius
- Nura Farah
- Hanna Favorin
- Einar Fieandt
- Jaska Filppula
- Jacobus Finno
- Henrik Florinus
- Gustaf Gideon Forsman
- Edith Forssman
- Magnus Forsström
- Paavo Fossi
- Peter Franzén
- Jacob Frese
- Eino Friberg
- Maikki Friberg
- Anne Fried
- Thomas Friman
- Hanna Frosterus-Segerstråle
- Johan Frosterus

## G
- Christfried Ganander
- Sami Garam
- Juho Gartz
- Maria Geitel
- Kaarina Goldberg
- Venu Gopala Das
- Carl Axel Gottlund
- Leonard Grandell
- Axel Fredrik Granfelt
- Mandi Granfelt
- Giri Granlund
- J. F. Granlund
- Johannes Granö
- Elsa Grashorn
- Aleksandra Gripenberg
- Santeri Grönberg
- Herman Grönbärj
- Carl Gustaf Grönqvist
- Toivo Grönroos
- Saima Grönstrand
- Karl Jacob Gummerus
- Laura Gustafsson
- K. G. Göös

## H
- Joel Haahtela
- Sampo Haahtela
- Hilja Haahti
- Taina Haahti
- Veikko Haakana
- Juho Haanpää
- Mikko Haanpää
- Vilho Haanpää
- Kalle Haapakoski
- Hilja Haapala
- Toivo Haapala
- Aatto Haapanen
- Kaarlo Haapanen
- Sakari Haara
- Anna-Maria Haarala
- Lauri Haarla
- Kristina Haataja
- Martta Haatanen
- Paavo Haavikko
- Martti Haavio
- Annikka Haavio-Tapaninen
- Aimo Haavisto
- Maija Haavisto
- Jussi Hagberg
- Lucina Hagman
- Tyko Hagman
- Teuvo Hahl-Marjokorpi
- Jalmari Hahl
- Moses Hahl
- Taavi Hahl
- Theodolinda Hahnsson
- Kalevi Haikara
- Onni Haini
- Niina Hakalahti
- Aaro Hakkarainen
- Anna-Kaari Hakkarainen
- Kirsti Hakkarainen
- Olli Hakkarainen
- Petteri Hakkarainen
- Pekka Hako
- Simo Halinen
- Mikko Haljoki
- Onni Halla
- Kaarle Halme
- S. K. Halme
- Yrjö Halme
- Viljo Halmeenmäki
- Jouko Halmekoski
- Antti Halonen
- Yrjö Halonen
- Wolf H. Halsti
- Yrjö Haltio
- Eeli Halttu
- Eevamaria Halttunen
- Hasan Hamidulla
- Lauri Hannikainen
- Pietari Hannikainen
- Helli Hannula
- J. R. Hannula
- Vaalimo Hannula
- Veikko Hannuniemi
- Eino Hanski
- Minttu Hapuli
- Alpo Harala
- H. Hariola
- Anu Harkki
- Tapani Harmaja
- Taisto Harra
- A. F. Hassel
- Satu Hassi
- Pirjo Hassinen
- Kyllikki Hatakka
- Markku Hattula
- Pekka Haukinen
- Hanna Hauru
- Marko Hautala
- Ata Hautamäki
- Paula Havaste
- Bertta Haverinen
- Esko Havumäki
- Adi Hedman
- Kauko Heikkilä
- Mirja Heikkilä
- Pauli Heikkilä
- Ritva Heikkilä
- Seth Heikkilä
- Antti Heikkinen
- Hannes Heikkinen
- Jalo Heikkinen
- Kalle Heikkinen
- Mikko-Pekka Heikkinen
- Seppo Heikkinen
- Eeva Heilala
- Johannes Heilala
- Yrjö Heilala
- Esti Heiniö
- K. Heino
- Henna Helmi Heinonen
- Viljo Heinonen
- Anna Heinämaa
- Elsa Heiskanen
- Marjo Heiskanen
- Kaarina Helakisa
- Vilho Helanen
- Linda Helenius
- Hannu Helin
- J. F. Hellman
- Tommy Hellsten
- G. A. Heman
- Kaarlo Hemmo
- Olavi Henriksson
- Saara Henriksson
- Kirsti Henttonen
- Elsa Heporauta
- Eero Hietala
- Nelli Hietala
- Eve Hietamies
- Heikki Hietamies
- Leena Hietamies
- Lauri Hihnavaara
- Elli Hiidenheimo
- Tapio Hiisivaara
- Aune Hiisku
- Asser Hilpe
- Pekka Hiltunen
- Sami Hilvo
- Kalle Himanen
- Tauno Himmi
- A. L. Hintikka
- Kari A. Hintikka
- Wäinö Hirsjärvi
- Harri Hirvas
- Hannu Hirvikoski
- Merja Hirvisaari
- Elina Hirvonen
- Kaarle Hirvonen
- Pasi Hirvonen
- Frans Wilhelm Gustaf Hjelt
- Lennart Hoffrén
- Viljo Hoffrén
- Kari Hokatainen
- Juho Hoikkanen
- Matti Hokkanen
- Pentti Holappa
- Eevaliisa Holma-Kinnunen
- Klaus Holma
- Bengt Holmqvist
- Altti Holmroos
- Johanna Holmström
- Lauri Holopainen
- Ilma Holsti
- Aaro Honka
- Jakke Honka
- Mika Honkalinna
- Esko Honkanen
- Helmiriitta Honkanen
- Laura Honkasalo
- Janos Honkonen
- Armo Hormia
- Osmo Hormia
- Yrjö Hormia
- Eirik Hornborg
- Harald Hornborg
- Karl Henrik Hornborg
- Eino Hosia
- Kari Hotakainen
- Reijo Hottola
- Paavo Huhtamäki
- Seija Huhtanen
- Kaarina Huhtinen
- Janne Huilaja
- Hilda Huntuvuori
- Lauri Huovinen
- Maarit Huovinen
- Veikko Huovinen
- Vesa Huovio
- J. E. Huttunen
- Merja Huttunen
- Sylva Huttunen
- Matti Huumo
- Anna Huvinen
- Oskar Hynén
- Eetu Hyppönen
- Heikki Hyppönen
- Irja Hyppönen
- Seppo Hyrkäs
- Antti Hyry
- Erkki Hytti
- Jukka Hytti
- Kaarle Hyttinen
- Seppo Hyttinen
- Vilho Hyttinen
- Matti Kid Hytönen
- Sulo M. Hytönen
- Ville Hytönen
- Aarne Hyvärinen
- Olli Hyvärinen
- Kristina Hyvönen
- Matti Hyvönen
- Väinö E. Hyvönen
- Erkki Hyytinen
- Miina Häger
- Pekka Häkli
- Matti Hälli
- Virpi Hämeen-Anttila
- Väinö Hämeen-Anttila
- Toivo Hämeenkoski
- Eero Hämeenniemi
- Osmo Hämeenniemi
- Aune Hämäläinen
- Esko Hämäläinen
- Helvi Hämäläinen
- Hyeena Hämäläinen
- Kyllikki Hämäläinen
- Raimo Hämäläinen
- Simo Olavi Hämäläinen
- Yrjö Hämäläinen
- Liisa Hännikäinen
- Jera Hänninen
- Jyri Hänninen
- Kaarlo Hänninen
- Veikko Hänninen
- Anna-Leena Härkönen
- Iivo Härkönen
- Johannes Häyhä
- E. B. Höijer

## I
- Annika Idström
- Anders Igelström
- Karl Henrik Jakob Ignatius
- Jaakko Ikola
- Outi Ikonen
- Toini Ikonen
- Pekka Ikäheimo
- Reijo Ikävalko
- Elli-Marja Ilkka
- Eva Illoinen
- Erkki Ilmari
- Gerry Birgit Ilvesheimo
- Lauri Immonen
- Tapani Immonen
- Heikki Impivaara
- Heikki Impola
- Axel Gabriel Ingelius
- Katri Ingman-Palola
- Erik Alexander Ingman
- Jouni Inkala
- Martti Innanen
- Atik Ismail
- Kalle Iso-Jämsä
- Eino Isohanni
- Maija-Liisa Isojärvi
- Saara Isojärvi
- Kalle Isokallio
- Veikko Isomäki
- Kaarlo Isotalo
- Martti Issakainen
- Sakari Issakainen
- Sisko Istanmäki
- Ensio Itkonen
- Juha Itkonen
- Jukka Itkonen
- O. V. Itkonen
- Tuomo Itkonen
- Emmi Itäranta
- Mielikki Ivalo

## J
- Eemeli Jaakkola
- Lasse Jaakkola
- Pirkko Jaakola
- Antti Jaatinen
- Pekka Jaatinen
- Adolf Waldemar Jahnsson
- Evald Jakku
- Max Jakobson
- Antti Jalava (Almberg)
- Esko Jalkanen
- Oskari Jalkio
- Olli Jalonen
- Riitta Jalonen
- Pedar Jalvi
- Jaana Janhila
- Henrik Jansson
- Lars Jansson
- Edvard Janzon
- Azlag Jarga
- Heikki Jartti
- Jussi Jauhiainen
- Aarre Javanainen
- Eeva Joenpelto
- Martti Joenpolvi
- Matti Yrjänä Joensuu
- Allan Jokinen
- Eeva Jokinen
- Helvi Jokinen
- Seppo Jokinen
- William Jokinen
- Rieti Jorkama
- Maria Jotuni
- Etti Joutsen
- Risto Juhani
- Kuusamon Jukka
- Kaarlo Julkunen
- Anna Jung
- Eero Junkkaala
- Aapo Junkola
- Raimo Juntunen
- Terttu Jurvakainen
- Daniel Juslenius
- Erik Justander
- Jaakko Juteini
- E. F. Juurmaa
- K. J. Juuti
- Toimi Juuti
- Martti Juutilainen
- Siiri Juva
- Valter Juva
- Eerik Juvelius
- Heikki Jylhä
- Rakel Jylhä
- Tapani Jylhä
- Into Jyläskoski
- Vilho Jyrinoja
- Jalmari Jyränkö
- Esko Jämsén
- Eino Jäppinen
- Tytti Jäppinen
- Betty Järnefelt-Rauanheimo
- Arvid Järnefelt
- John Järnefelt
- Iivari Järvelä
- Jari Järvelä
- Olavi Järvelä
- Anelma Järvenpää-Summanen
- Aleksanteri Järvenpää
- Arvi Järventaus
- Hanna Järvi
- K. A. Järvi
- Maria Järvi
- Terttu Järvilehto
- Artturi Järviluoma
- A. E. Järvinen
- Albin Järvinen
- Eero Järvinen
- Esa I. Järvinen
- L. J. Järvinen
- Seppo Järvinen
- Jalmari Järviö
- K. J. Jäsys
- Ilmari Jäämaa
- Lempi Jääskeläinen
- Pasi Ilmari Jääskeläinen
- Seppo Jääskeläinen

## K
}
- Elli Kaarlehto
- Kaarina Kaarna
- Ville Kaarnakari
- Leena Kaartinen
- Lauri Kaarto
- Liina Kahma
- Maja Kai
- Yrjö Kaijärvi
- Helli Kaikkonen
- Lauri Kaila
- Tahvo Kaila
- Martti Kainulainen
- Anu Kaipainen
- Tapio Kaitaharju
- Aimo Kaitaranta
- Anna Kaitila
- Martta Kaivola
- Kalle Kajander
- Antero Kajanto
- Mauri Kajas
- Markus Kajo
- Atte Kalajoki
- Helmer Kalas
- Kalevi Kalemaa
- Leo Kalervo
- Marita Kalima
- Inari Kalke
- Aino Kallas
- Kyllikki Kallas
- Helena Kallio
- Into Kallio
- J. V. Kallio
- Katja Kallio
- Sinikka Kallio
- Tauno Kalliokulju
- Reino Kalliola
- Tuula Kallioniemi
- Olavi Kanerva
- Anton Kangas
- Päiviö Kangas
- Asla Kangasniemi
- Hannu Kankaanpää
- Hanna Kankainen
- Jorma Kannila
- Anneli Kanto
- F. J. Kantola
- Juha Kantola
- Laila Kantola
- Matti Kantola
- Unto Kantola
- Jalmari Kara
- Paula Karasti
- Erkka Kare
- Kauko Kare
- Toivo Kareketo
- E.L. Karhu
- Urho Karhumäki
- Eeva Karhunen
- Veikko Karhunen
- Alvar Kari
- Marko Kari
- Nikolai Kari
- Urpo Kari
- Väinö Karihtala
- Kaarle Karikko
- Matti-Juhani Karila
- Olli Karila
- Esteri Karilas
- Tauno Karilas
- Aarno Karimo
- Annikki Kariniemi
- Ritva Kariniemi
- Erkki Kario
- Toini Karivalo
- Seppo Karjala
- Elina Karjalainen
- Kukka-Maaria Karjalainen
- Risto Karlsson
- Knut Karmanne
- Sulo Karpio
- Vihtori Karpio
- Mikko Karppi
- Petri Karra
- F. M. Karrakoski
- Juho Karreinen
- Unto Karri
- Leevi Karsikas
- Teuvo Karsikas
- Anitra Karto
- Eino Karttunen
- Antti Karumo
- Veikko Karumo
- Pekka Karunki
- Reija Kaskiaho
- Anna-Mari Kaskinen
- Teemu Kaskinen
- Taavi Kassila
- Anni Kaste
- Eine Katainen
- Martti Kataja
- Väinö Kataja
- Riina Katajavuori
- Daniel Katz
- Olli Kauhanen
- Jorma Kauko
- Katja Kaukonen
- Tauno Kaukonen
- Eila Kaukovalta
- Ilpo Kaukovalta
- Kai Kyösti Kaukovalta
- Soile Kaukovalta
- Kerttu Kauniskangas
- Eino Kauppala
- Usko Kauppala
- Kauppis-Heikki
- Toivo Kauppinen
- Antti Kauranne
- Risto Kautto
- Hannu Kauttu
- Raija Kauttu
- Risto Kavanne
- Pekka Kejonen
- Heikki Kekkonen
- Sylvi Kekkonen
- Pietari Kekäle
- Anssi Kela
- Aarno Kellberg
- Eino Kellberg
- Helmi Kellokumpu
- Ilmari Kelo
- Valter Keltikangas
- Usko Kemppi
- Jukka Kemppinen
- Kullervo Kemppinen
- Lempi Kepilä-Peltonen
- Anni Kepplerus
- I. E. Kerkkola
- Erik Keränen
- Mika Keränen
- Niilo Keränen
- Yrjö Keränen
- Olavi Keskinen
- Pentti Keskinen
- Pasi Kesseli
- Jouni Kesti
- S. P. Kesti
- Pentti Ketola
- Katja Kettu
- Katariina Kettunen
- Matti Kettunen
- Tyyne Kettunen
- Urho Ketvel
- Ilmari Kianto
- Uolevi Kianto
- Jyrki Kiiskinen
- Nina Kiiskinen
- Robert Kiljander
- Kustaa Killinen
- Irja Kilpeläinen
- Eeva Kilpi
- Hilja Kilpi
- Marjatta Kilpi
- Mikko Kilpi
- Tuomas Kilpi
- Volter Kilpi
- Pekka Kinnari
- Eino Kinnunen
- Leevi Kinnunen
- Raimo J. Kinnunen
- Tapani Kinnunen
- Tommi Kinnunen
- Viljo Kinnunen
- Hilppa Kinos
- Arvo Kippola
- Marko Kitti
- Paavo Kiuru
- Herkko Kivekäs
- Mikko Kivekäs
- Anna Kivi
- Erkki Kivijärvi
- Rauni Kivilinna
- Yrjö Kivimies
- Arto Kivimäki
- Ilmari Kivinen
- Markku Kivinen
- Niilo Kivinen
- Jaakko Kivirinta
- Jaakko Kivistö
- Pentti Kivistö
- Kaisa Kivitie
- Valma Kivitie
- Sirkka Klemetti
- Yrjö Knuutinen
- Pauli Kohelo
- Yrjö Kohonen
- Vuokko Koistinen
- Esikko Koitere
- Kaarina Koivisto
- Eino Koivistoinen
- Esko Koivu
- Tapio Koivukari
- Yrjö Koivukari
- Tauno Koivukoski
- Raimo O. Kojo
- Viljo Kojo
- Rope Kojonen
- Aira Kokki
- Heikki Kokko
- Juhana Kokko
- Tatu Kokko
- Yrjö Kokko
- Kiti Kokkonen
- Lauri Kokkonen
- Matti Kokkonen
- Väinö Kolkkala
- Ere Kolu
- Matti Kolu
- Siri Kolu
- Oili Komonen
- Ilona Komppa
- Jukka Komppa
- Annikki Komsi
- Anita Konkka
- Juhani Konkka
- Joonas Konstig
- Kari Kontio
- Tomi Kontio
- Pentti Konttinen
- Venny Kontturi
- Aino Kontula
- Ilkka Kontula
- Lassi Koponen
- Heli Koppelo
- Juhani Koppelomäki
- Arvo E. Korhonen
- Kalle Korhonen
- Oiva Korhonen
- Riku Korhonen
- Veikko Korhonen
- Viena Korhonen
- Antero Korjonen
- Jaakko Korjus
- Mikko Korkeakoski
- Aari Korkkinen
- Jorma Korpela
- Kalle Korpela
- Sampsa Korpela
- T. J. Korpela
- Frans Korpi
- Toivo Korpilinna
- A. O. Korteneva
- Katri Kortesuo
- Paavo Korven-Korpinen
- Blackie Koskela
- Tauno Koskela
- Unto Koskela
- Aatu Koskelainen
- Yrjö Koskelainen
- Markku Koski
- Juho Koskimaa
- Matti Koskimaa
- Irma Koskimies
- Satu Koskimies
- Juha-Pekka Koskinen
- Otto Kosonen
- S. A. Kosonen
- Pentti Kossila
- Eila Kostamo
- Kauko Kotivuori
- Tapio Kotkavuori
- Arno Kotro
- Terhi Koulumies
- Aarni Kouta
- Antti Kovanen
- Karl Adolf Kovero
- Kalle Krappe
- Kristoduli
- Anna Krogerus
- Aarni Krohn
- Aune Krohn
- Inari Krohn
- Julius Krohn
- Tiina Krohn
- Heli Kruger
- Hanna-Riikka Kuisma
- Jussi Kuivamäki
- Mirja Kuivaniemi
- Jussi Kujala
- Oiva Kukkala
- Jussi Kukkonen
- Kalle Kukkonen
- Lauri Kulmala
- Marko Kulmala
- Aino-Inkeri Kumara
- Essi Kummu
- Hanna-Helena Kunnas
- Unto Kunnas
- Tarmo Kunnas
- Lauri Kuntijärvi
- Olli Kuokkanen
- Viola Kuoksa
- Helvi Kuoppala
- Juho Kuorikoski
- Aatami Kuortti
- Tapio Kuosma
- Erkki Kuosmanen
- Kerttu Kupiainen
- Unto Kupiainen
- Matti Kurikka
- Matti Kurjensaari
- Eila Kurkela
- Aino Kurki-Suonio
- Erkki Kurki-Suonio
- Kirsti Kuronen
- Ville Kuronen
- Aleppo Kutvonen
- Olli Kuurna
- Härmän Kuustaa
- Janne Kuusi
- Kirsti Kuusikko
- John B. Kuusisto
- Marja Kyllönen
- Jussi Kylätasku
- Ilkka Kylävaara
- Helvi Kymi
- Pekka Kymäläinen
- Willy Kyrklund
- Tuomas Kyrö
- Heikki Kytölä
- Terttu Kähkipuro
- Iris Kähäri
- Hilda Käkikoski
- Mirjam Kälkäjä
- Lassi Kämäri
- Juhani Känkänen
- Sakari Kännö
- Kerttu Kärkkäinen
- Terttu Kätkä
- Heidi Köngäs

## L
- Jukka Laajarinne
- Aarne Laaksovirta
- Herman Laamanen
- Sigurd Laesvirta
- J. F. Lagervall
- F. H. B. Lagus
- Ari Lahdenmäki
- Matti Lahdenmäki
- Markku Lahtela
- Erkki Lahti
- Ilmari Lahti
- Kosti Lahti
- Pentti Lahti
- Anni Lahtinen
- Väinö Lahtonen
- Marika Laijärvi
- Joel Laikka
- Jarkko Laine
- Sinikka Laine
- Sirkka Laine
- Jussi Lainio
- Tiina Laitila Kälvemark
- Kai Laitinen
- Kikka Laitinen
- Maili Laitinen
- Markus Laitinen
- Osmo Lajula
- Eino Lakkinen
- Lauri Lamminpää
- Seppo Lampela
- Ernst Lampén
- Armas Lampinen
- Eero Lampio
- Leena Lander
- Eeles Landström
- Anja Lanér
- Ina Lange
- Einari Lankinen
- J. Lankinen
- Eija Lapinleimu
- Veikko Lapinleimu
- Irja Lappalainen
- Seppo Lappalainen
- Raisa Lardot
- Larin-Kyösti
- Martti Larni
- Arvo Laro
- Karl Gustaf Larson
- Anna Lassila
- Ilmo Lassila
- Emil Lassinen
- Lauri Lassinpelto
- Ivar Lassy
- Laura Latvala
- Riitta Latvala
- Taina Latvala
- Asko Laukka
- Juhani Laulajainen
- Ilmo Launis
- Arnold Laurell
- Seppo Laurell
- Aapo Laurén
- Mertsi-Ilmari Laurikainen
- Asko Laurila
- Simo Laurila
- Usko K. Lausala
- Herman Lavikkala
- Johan Lefrén
- Emil Lehén
- Tiina Lehikoinen
- Heikki Lehmusto
- Martti Lehti
- Konrad Lehtimäki
- Kalevi Lehtinen
- Lasse Lehtinen
- Olli Lehtinen
- Reijo Lehtinen
- Torsti Lehtinen
- Tuija Lehtinen
- Katri Lehto
- Leena Lehtolainen
- Alarik Lehtonen
- Harry Lehtonen
- Joel Lehtonen
- Juha Lehtonen
- Jussi Lehtonen
- Saara Lehtonen
- Väinö Lehtonen
- Markus Leikola
- Eino Leino
- Kasimir Leino
- Marko Leino
- Kyllikki Leisti
- Arto Leivo
- Lea Leksi
- Marjaleena Lembcke
- Erkki Leminen
- Mikko Lensu
- Erkki Lepokorpi
- Glory Leppänen
- Keijo Leppänen
- Lauri Leskinen
- Väinö Lesonen
- Erkki Levanto
- Naemi Levas
- Santeri Levas
- Tuula Levo
- Lauri Levola
- Kaarlo Levón
- Martti Levón
- Aarne Leväsalmi
- Rakel Liehu
- Tommi Liimatta
- Rosa Liksom
- Aleko Lilius
- Matti Lilja
- Tao Lin
- Emil Lindahl
- August Lindfors
- Anton Wilhelm Lindgren
- Erkki Lindgren
- Minna Lindgren
- Aleksander Lindqvist
- Antti Lindqvist
- Fredrika Lovisa Lindqvist
- Martti Lindqvist
- Saimi Lindroth
- Laura Lindstedt
- Kalervo Lindström
- Lauri Linna
- Lempi Linna
- Martti Linna
- Johannes Linnankoski
- Tauno Linnavuori
- Heikki Linnove
- Johan Gabriel Linsén
- Kaija Lintumaa
- Maritta Lintunen
- Martti Lintunen
- Roope Lipasti
- Katri Lipson
- Leo Lipsonen
- Aaro Liukko
- Miki Liukkonen
- Tero Liukkonen
- Tuomas Lius
- Antti Lizelius
- Emmi Ljungberg
- Eva Ljungberg
- Mirjam Lohi
- Mikko Loikkanen
- Sven Lokka
- Jouni Lompolo
- Jussi Lonkainen
- Sami Lopakka
- Anna Louhi
- Jarl Louhija
- Verneri Louhivuori
- Heikki Lounaja
- Pekka Lounela
- V. Luja
- Tauno Lukkarinen
- Kiba Lumberg
- Veli Lumiala
- Reko Lundán
- Karl Alfred Lundqvist
- Ernst Lundström
- Hannu Luntiala
- Pauli Luodonpää
- Heikki Luoma
- Pauli Luoma
- Matti Luostarinen
- Jouko Luosto
- Kaarlo Luoto
- Santtu Luoto
- Antti Luotonen
- Annika Luther
- Tuukka Luukas
- Kaarlo Luukkonen
- Toivo Lyytikäinen
- Emerik Lyytinen
- Juhana Vihtori Lähde
- Sirkka-Liisa Lähteenoja
- Kalle Juho Lähti
- Eero Läntinen
- Pasi Lönn
- O. A. F. Lönnbohm
- Elias Lönnrot
- Heleena Lönnroth
- Kirsti Löytty
- Seppo Löytty

## M
- Per Maaranniitty
- Paulus Maasalo
- Otto Makkonen
- V. Makkonen
- Kyllikki Malin
- Jukka Mallinen
- Jussi Malm
- Aino Malmberg
- Olavi Malmberg
- Timo Malmi
- Pamela Mandart
- Frank Mangs
- Eeva-Liisa Manner
- Juha Mannerkorpi
- E.N. Manninen
- Katri Manninen
- Otto Manninen
- Reino Mantere
- Auli Mantila
- Kaarlo Marjanen
- Markku T. Hyyppä
- Jarkko Martikainen
- Sofia Martikka
- Toivo Marttala
- Hanna Marjut Marttila
- Pauli Marttina
- Annamari Marttinen
- Eero Marttinen
- Annikki Maruna
- Pauli Maso
- Georg Mathesius
- Mathias Johannis
- Pauli Matikainen
- Eelis Matilainen
- Pekka Matilainen
- Maria Matinmikko
- Alex Matson
- Alma Mattila
- Antti Mattila
- Else Mattila
- Hanna Mattila
- Juhani Mattila
- Guss Mattsson
- Jyrki Maunula
- Valto Maunula
- Siiri Mekri
- Aimo Mela
- Elvi Mela
- Matti A. Mela
- Elise Melander
- Tommi Melender
- Arto Melleri
- Arto Merenheimo
- Martti Merenmaa
- Ilona Meretoja
- Kaisa Meri
- Veijo Meri
- Hilkka Merikallio
- Edvard Merikari
- Kaarlo Merikoski
- Aila Meriluoto
- Heikki Meriläinen
- Olavi Meriläinen
- Olavi Merinen
- Väinö Merivirta
- Evert Merola
- Gerda von Mickwitz
- Kalervo Mielty
- Kimmo Miettinen
- Viktor Miinalainen
- Raili Mikkanen
- Eino Mikkola
- Marja-Leena Mikkola
- Hiski Mikkonen
- Jyrki Mikkonen
- Sari Mikkonen
- Yrjö Mikluha
- Usko Moilanen
- Eira Mollberg
- Paavo Montonen
- Ville Muilu
- Vuokko Muje
- Timo K. Mukka
- A. V. Multia
- J. W. Murman
- Aaro Murros
- Kaapo Murros
- Eero Murtomäki
- Hellin Mustala
- Arvi Mustalahti
- P. Mustapää
- Juhani Mustonen
- Kerttu Mustonen
- Erkki Mutru
- Yrjö Muuranto
- O. R. Muuri
- Mauri Muurinen
- Eino Mykkänen
- Elsa Myllykoski
- Anu Mylläri
- Jorma Mäenpää
- Pentti Mäensyrjä
- Antti K. Mäkelä
- A. B. Mäkelä
- Hannu Mäkelä
- Juhani Mäkelä
- Matti Mäkelä
- Aaku Mäki
- Anna Maria Mäki
- Eemeli Mäki
- Kalle Mäki
- Oili Mäki
- Reijo Mäki
- Esa Mäkijärvi
- Leena Mäkijärvi
- Oma Mäkikossa
- Antti Mäkinen
- Ensio Mäkinen
- Erkki Mäkinen
- Raine Mäkinen
- Viljo Mäkipuro
- Martti Mäkisalo
- Kyllikki Mäntylä
- Liisa Mäntymies
- Mari Mörö

## N
- Jorma Napola
- Kari Nars
- Kaisa Neimala
- Jari Nenonen
- Vilho Nenonen
- Emil Nervander
- Arne Nevanlinna
- Nestor Niemelä
- Herman Niemi
- Juho Niemi
- Juuli Niemi
- Marjo Niemi
- Arto Nieminen
- Hannu Nieminen
- Hilkka Nieminen
- Kaiho Nieminen
- Maarit Niiniluoto
- Ensi Niinivaara
- Unto-Olavi Niittykukka
- Jaakko Nikkinen
- Hannu Niklander
- Eeva Nikoskelainen
- Sarri Nironen
- Meiju Niskala
- Alli Nissinen
- Risto Nivari
- Sinikka Nopola
- Tiina Nopola
- Alpo Noponen
- August Nordenskiöld
- Rolf Nordenstreng
- Carl Ferdinand Nordlund
- Kustavi Nordlund
- Hj. Nortamo
- Martti Nortia
- Inka Nousiainen
- Miika Nousiainen
- Oskar Nousiainen
- Paavo Novela
- Gustaf von Numers
- Leif Nummela
- Paul Nummelin
- Lassi Nummi
- Markus Nummi
- Juha Numminen
- M. A. Numminen
- Auni Nuolivaara
- Helga Nuorpuu
- Olli Nuorto
- Risto Nurisalo
- Bruno Nurmi
- Visa Nurmi
- Heikki Nurmio
- Aaro A. Nuutinen
- Carl-Adam Nycop
- Tuomas Nyholm
- Heikki Nykänen
- Vietti Nykänen
- Stefan Nyman
- Väinö Nyman
- Eino Nyyssölä
- Outi Nyytäjä
- Harri Närhi

## O
- Johannes Öhquist
- Otto Oinonen
- Päivi Oinonen
- Teemu Oinonen
- Jorma Ojaharju
- Aulis Ojajärvi
- Ossi Ojala
- Simo Ojanen
- Arvi Ojaniemi
- Heli Ojanperä
- Heikki Okkonen
- Aulikki Oksanen
- Pentti Oksanen
- Sofi Oksanen
- Sergei Okulov
- Kaija Olin-Arvola
- Jussi Olkinuora
- Väinö Olkkonen
- Vera Olli
- Aki Ollikainen
- Jorma Ollikainen
- Urho Ollikainen
- Hagar Olsson
- L. Onerva
- Hanna Ongelin
- Kreetta Onkeli
- Raija Oranen
- Jussi Oras
- Reino Orasmala
- Maria Orasto
- Aukusti Oravala
- Hanna Örnmark
- Matti Orpana
- Osmo Osva
- Liisa Ottonen
- Vappu Oura

## P
- Jouni Paakkinen
- Ville Paakonmaa
- Esteri Paalanen
- Harri Paarma
- Arto Paasilinna
- Erno Paasilinna
- Mauri Paasilinna
- Reino Paasilinna
- Ranya Paasonen
- Maija Paavilainen
- Matti Paavilainen
- Ulla-Maija Paavilainen
- Esa Paavo-Kallio
- Valfrid Paavo-Kallio
- Olavi Paavolainen
- T. W. Paavonkallio
- Kai Pahlman
- Maria Pajaniemi
- M. Pajari
- Jenny Pajunen
- Pertti Pakarinen
- Agnes Pakkala
- Erkki Pakkala
- Lauri Pakkala
- Teuvo Pakkala
- Jukka Pakkanen
- Matti Pakkinen
- Petteri Paksuniemi
- Martti Palkispää
- Aili Palmén
- Raoul Palmgren
- Reidar Palmgren
- Rolf Palmgren
- Reino Palmroth
- Heikki Palmu
- Matti Paloaro
- Eino Paloheimo
- Maila Paloheimo
- Matti Paloheimo
- Oiva Paloheimo
- Eino Palola
- Kirsti Paltto
- Jukka-Pekka Palviainen
- Pekka Pantsu
- Johanna Parikka Altenstedt
- Nestori Parkkari
- Leena Parkkinen
- Pekka Parkkinen
- Sami Parkkinen
- Eino I. Parmanen
- Matti Paronen
- Samuli Paronen
- Tytti Parras
- Kaarina Partanen
- Timo Parvela
- Unto Parvilahti
- Leena Pasanen
- Sulo Pasanen
- Inna Patrakova
- Viljo Paula
- Jenny Paulaharju
- Aune Peippo
- Toivo Pekkanen
- Aino Elina Pekkarinen
- Tatu Pekkarinen
- Helmi Pekkola
- Mika Pekkola
- Pasi Pekkola
- Sulo-Weikko Pekkola
- Osmo Pekonen
- Toivo Pekurinen
- Elna Pelkonen
- Jaakko Pelkonen
- Mauno Pelkonen
- Väinö Pelkonen
- Jyrki Pellinen
- Kyllikki Pellinen
- Riikka Pelo
- Kristiina Pelto-Timperi
- Orvokki Peltola
- Sirkku Peltola
- Martti Peltomaa
- Torsten Peltomo
- Tauno Peltomäki
- Ari Peltonen
- Juhani Peltonen
- Jusa Peltoniemi
- Tuula Pelttari
- Jarno Pennanen
- Ain’Elisabet Pennanen
- Eila Pennanen
- Maija Pentikäinen
- Pia Perkiö
- Pirkko-Liisa Perttula
- Päivi Perttula
- A. V. Perälä
- Lauri Perälä
- Aake Pesonen
- Leo Pesonen
- Pia Pesonen
- Raimo Pesonen
- Juhana Pettersson
- Helena Petäistö
- Juhani Petäjä
- Maria Peura
- Armas Pietarinen
- Seppo Pietikäinen
- Fredrika Pietilä
- Väinö Pietilä
- Kyösti Pietiläinen
- Tapio Piha
- Inkeri Pihlaja
- Heimo Pihlajamaa
- Tiina Pihlajamäki
- Veikko Pihlajamäki
- K. V. Piilonen
- Jonne Piippo
- Väinö Piirainen
- Tapani Piirala
- Lauri Pikkarainen
- Veronica Pimenoff
- Ilmari Pimiä
- Valter Pirhonen
- Joona Pirilä
- Erkki Pirinen
- Aija Pitko-Korkeila
- Matti Pitko
- Veikko Pitkämäki
- Ari Pitkänen
- Ilkka Pitkänen
- Ilmari Pitkänen
- Paavo Pitkänen
- Annikki Piukka
- Fredrik von Platen
- K. A. Pohjakallio
- Arvi Pohjanpää
- Lauri Pohjanpää
- Jukka Pohjola
- Mike Pohjola
- Helge Pohjolan-Pirhonen
- Eila Pohjonen
- Eevamaija Poijärvi
- Liisu Poijärvi
- Uuno Poikonen
- Mirjam Polkunen
- Edith Polón
- Anni Polva
- Eemil Ponsimaa
- Outi Popp
- Eeva Poranen
- Ensio Porio
- Piia Posti
- Irma Poutajärvi
- Kira Poutanen
- Arkadius Presas
- Jouko Puhakka
- Päivi Puhakka
- K. A. Puhdaskoski
- Arja Puikkonen
- Emma Puikkonen
- Lauri Puintila
- Eugen Pukema
- Jussi Pukkila
- Elsa Pukonen
- Matti Pulkkinen
- Riikka Pulkkinen
- Salomo Pulkkinen
- Eero A. Pulli
- Pekka Pursi
- Lempi Pursiainen
- Timo Pusa
- Vilho Puttonen
- Juudas Puustinen
- Arvo A. Pylkkänen
- Hilma Pylkkänen
- Aarne Pynnönen
- Tyyne Pyrhönen
- Tiina Pystynen
- Maaria Päivinen
- Väinö Päiviö
- B. H. Päivänsalo
- Pietari Päivärinta
- Aino Pälsi
- Sakari Pälsi
- Aapo Pärnänen
- Eevertti Pärnänen
- Väinö Pärnänen
- Hilja Pärssinen
- Heino Pätiälä
- Aapo Pääkkönen
- Lauri W. Pääkkönen
- Väinö Pääkkönen
- Markku Pääskynen
- Kalle Päätalo
- Niilo Päätalo
- W. M. Pöysti

## R
- Alma Raatikainen
- Annikki Raatikainen
- Esko Raento
- Tiina Raevaara
- Osvald Rahkonen
- Hellä Raila
- Eino Railo
- Marja Railo
- Leo Rainio
- Lilli Rainio
- Toivo Raita
- Harri Raitis
- Hannu Raittila
- Panu Rajala
- Anders Gustaf Ramsay
- Alexander Ramstedt
- Maria Ramstedt
- Wendla Randelin
- Irja Rane
- Jorma Ranivaara
- Kari Rannanpää
- Katriina Ranne
- Terhi Rannela
- Marja Rantanen
- Riku Rantanen
- Waldemar Rantoja
- Toivo Rapeli
- Aarne Rapp
- Jarkko Rantanen
- Regina Rask
- Teuvo Rasku
- Akseli Rauanheimo
- Reino Rauanheimo
- Uljas Rauanheimo
- Yrjö Rauanheimo
- K. N. Rauhala
- Vappu Rauhanen
- Iida Rauma
- Ari Raunio
- Hanna Rauta
- Viljo Rauta
- Tauno Rautapalo
- Heimo Rautava
- Antti Rautiainen
- Joni Rautio
- Arvi Ravi
- Sanna Ravi
- Annikki Reijonen
- Juho Reijonen
- Tuuli Reijonen
- Pepi Reinikainen
- Pekka Reinikka
- Kerttu Reinius
- Heikki Reivilä
- Juhani Rekola
- Anna Inkeri Relander
- Gustaf Renvall
- Uuno Renvall
- Niina Repo
- Ville Repo
- Oskar Reponen
- Einar Reuter
- Ernst Odert Reuter
- Elvi Riihijärvi
- Kalevi Riikonen
- Taisto Riimukallio
- Mikko Rimminen
- Reino Rinne
- Riku Rinne
- Rax Rinnekangas
- Matti Rinta
- Lauri Rintala
- Paavo Rintala
- Aku-Kimmo Ripatti
- Ensio Rislakki
- Kalle Rissanen
- Pirjo Rissanen
- Santeri Rissanen
- Veikko Rissanen
- William Risto
- Pasi Roimela
- Reinhold Roine
- Ernst Roini
- Jukka Rokka
- Päivi Romppainen
- J. V. Ronimus
- Anders Oskar Roos
- Karl Elis Roos
- Sigurd Roos
- Ville Ropponen
- Mathilda Roslin
- Matti Rossi
- Tuula Rotko
- Fredrika Runeberg
- Johan Ludvig Runeberg
- Arvo Ruonaniemi
- Pentti Ruonaniemi
- Jarmo Ruoste
- J. F. Ruotsalainen
- Paavo Ruotsalainen
- Pekka Ruotsi
- Mikael Rutanen
- Jalmari Ruuska
- Juha Ruusuvuori
- Alpo Ruuth
- Kaisu-Mirjami Rydberg
- Georg Rydman
- Antti Rytkönen
- Enok Rytkönen
- Raili Rytkönen
- Aki Ryynänen
- Herman Råbergh
- Erkki Räikkönen
- Erkki Räikkönen
- Juho Rännäri
- Aino Räsänen
- Sakari Räsänen
- Viljo Römpötti
- Markku Rönkkö
- Teuvo Rönkkönen

## S
- Tuovi Saarenpää
- Mauno Saari
- Sirkka Saari
- Matti Saariaho
- Aulis Saarijärvi
- Pentti Saarikoski
- Elias Saarinen
- Emil Saarinen
- Ida Maria Saarinen
- Tuula Saarto
- Tynne Saastomoinen
- Teuvo Saavalainen
- P. U. F. Sadelin
- Asko Sahlberg
- Johan Sainio
- Petter Sairanen
- Pirkko Saisio
- Sulo J. Saksa
- Eino Salakka
- Hannu Salakka
- Hannu Salama
- L. A. Salava
- Aino Salla
- Irja Salla
- Eino Salli
- Lauri Sallinen
- Martta Salmela-Järvinen
- Aaro Salmela
- Alexandra Salmela
- Marja Salmela
- Eero Salmelainen
- Harry Salmenniemi
- Erkki Salmi
- Pauli Salmi
- Viljo Salmi
- Arto Salminen
- Esa Salminen
- Seere Salminen
- Tyyne-Maija Salminen
- Arvo Salo
- Eeva Salo
- Frans A. Salojärvi
- Akseli Salokannel
- Anja Salokannel
- Erkki V. Salokannel
- Juhani Salokannel
- Tyyne Salokannel
- Kyösti Salokorpi
- Eero Salola
- Aliina Salomaa
- Pekka Salomaa
- Valva Salomaa
- Heimo Salonen
- Ilpo Salonen
- Virve Sammalkorpi
- Mikko Samulinen
- Timo Sandberg
- Tuula Sandström
- Annikki Sankari
- U. A. Santaheini
- Martti Santavuori
- Viljo Saraja
- Seppo Saraspää
- Markku Sarastamo
- Lea Sarasto
- Ernst Sarin
- Esa Sariola
- Mauri Sariola
- Tuula Sariola
- Kaarina Sarkola
- Riku Sarkola
- Alfred Bernhard Sarlin
- Elsa Sarro
- Antti Sarvi
- Mirva Saukkola
- Alfred Saukkonen
- Jalmari Sauli
- Yrjänä Sauros
- Sari Savikko
- Aira Savisaari
- Urho Savisaari
- Marjatta Savolainen
- Jani Saxell
- Laus-Dei Saxell
- Roman Schatz
- Marjatta Schier
- Wolmar Schildt
- Karl von Schoultz
- Kalevi Seilonen
- Wäinö Selander
- Heikki Selin
- Helmi Selin
- Hans Selo
- Anne Seppälä
- Anu Seppälä
- Heikki Seppälä
- Juha Seppälä
- Marjatta Seppälä
- Olli Seppälä
- Serafim Seppälä
- Juhani Seppänen
- Unto Seppänen
- Annikki Setälä
- Helmi Krohn
- Mikko Setälä
- Salme Setälä
- Keijo Siekkinen
- Raija Siekkinen
- Paula Sieppi
- Helinä Siikala
- Laila Siikanen
- Kalervo Siikava
- Olavi Siippainen
- Jussi Siirilä
- Kirsti Siiskonen
- Liisa Silander
- Anu Silfverberg
- K. W. Silfverberg
- Frans Eemil Sillanpää
- Edgar Sillman
- Reino Silvanto
- Onni Silvennoinen
- Aapo Similä
- Markus Similä
- Aili Simojoki
- Anssi Simojoki
- Aukusti Simojoki
- Simo Simola
- Vihtori Simonen
- Kirsti Simonsuuri
- Briitta Simpson
- Helena Sinervo
- Ursula Sinervo
- Lassi Sinkkonen
- Jussi Sinnemäki
- Hilja Sipola
- Kalevi Sipola
- Karl Gustaf Sirén
- Matilda Sirkkola
- Juha Siro
- Harri Sirola
- Jouko Sirola
- Yrjö Sirola
- Eero Sissala
- Impi Siukonen
- Ulla-Christina Sjöman
- Juhani Sjöström
- Joni Skiftesvik
- Akseli Skutnabb
- Kyösti Skyttä
- Aku Snellman
- Anja Snellman
- J. V. Snellman
- Walter J. Snellman
- Werner Söderhjelm
- Elsa Soini
- Lauri Soini
- Tuulikki Soini
- Wilho Soini
- Yrjö Soini
- Laura Soinne
- Kalle Solakivi
- Ensi Somersalo
- Tero Somppi
- K. E. Sonck
- Kyösti Sorjonen
- Eino Sormunen
- Vilho Sorvari
- Katariina Souri
- Jemina Staalo
- Eira Stenberg
- Elis Oskar Stenberg
- Kerttu Stenberg
- Raimo Stenberg
- Lyydi Stenbäck
- Sven Axel Stening
- Synnöve Stigman
- Päivi Storgård
- Nils-Börje Stormbom
- Arne O. Strömmer
- Wava Stürmer
- Ester Ståhlberg
- Sabira Ståhlberg
- Alpo Suhonen
- Pauli Suhonen
- Pekka Suhonen
- Petri Suhonen
- Raimo Suikkari
- Sulka
- Vilho Summa
- Matti Summanen
- Jarl Sundqvist
- Väinö Suojamaa
- Olli Suolahti
- Johannes Suomalainen
- Lauri Suomalainen
- Lippe Suomalainen
- Samuli Suomalainen
- Valtteri Suomalainen
- Klaus Suomela
- Launo Suomela
- Päivö Suomela
- Toivi Suomela
- Kerttu-Kaarina Suosalmi
- Miina Supinen
- Aatto Suppanen
- Timo Surkka
- Ensio Surma-aho
- Heimo Susi
- Pauliina Susi
- Laura Susiluoto
- Matti Suurpää
- Jukka Suutari
- Viljo Suutari
- Ossian Suvanto
- Eero Suvilehto
- Sinikka Svärd
- Kristian Swanljung
- Jussi Sydänmäki
- Jaakko Syrjä
- Juhani Syrjä
- Vesa E. Syrjänen
- Maria Syvälä
- Väinö Syvänne
- Eino Säisä
- Matti Särkkä
- Rauno Söderholm

## T
- Niilo Tahkolahti
- Aini Tahvanainen
- Sanna Tahvanainen
- Marton Taiga
- Aarne Talasmo
- Sirkku Talja
- Fanny Talvio
- Maila Talvio
- Oiva Talvitie
- Allan Tamlander
- Lauri Pietarinpoika Tammelinus
- Jari Tammi
- Lumikki Tammi
- Essi Tammimaa
- Emanuel Tamminen
- Petri Tamminen
- Otto Tandefelt
- Kaarlo O. Tanner
- Linda Tanner
- Nestor Tanner
- Juha Tanttu
- Kasperi Tanttu
- Marko Tapio
- Katri Tapola
- Päivi Tapola
- Selim Tapola
- Ahti Taponen
- Harri Tapper
- Tauno Tarkkinen
- Eila Tarvanen
- Toivo Tarvanen
- Toivo Tarvas
- Pauli Taskinen
- Satu Taskinen
- Inkeri Taube
- Taina Teerialho
- Timo Teide
- Mari Teinilä
- Tuovi Tenetti
- N. E. Tengén
- Johan Jakob Tengström
- Johan Robert Tengström
- Martti Tenkanen
- Jaakko Terenttilä
- Kaarlo Terhi
- Mika Terho
- Mikko Tervas
- Elsa Tervo
- Jari Tervo
- Kyösti Teräs
- Aino Thauvón-Suits
- Arja Tiainen
- Marja-Leena Tiainen
- Hilda Tihlä
- Ilpo Tiihonen
- Ville Tiihonen
- Kauko Tiili
- Anna-Lea Tiilikainen
- Heikki Tiilikainen
- Elina Tiilikka
- Helvi Tiippana
- Ensio Tiira
- Matti Tiisala
- Esko-Pekka Tiitinen
- Anssi Tiittanen
- Antti Tiittanen
- Eeva Tikka
- Eino Tikkanen
- L. J. Tikkanen
- Märta Tikkanen
- Mauno Tikkanen
- Ville Tikkanen
- Knut Tilgmann
- Erkki Timonen
- Otto Tiuppa
- Anneli Toijala
- Rauno Toivonen
- Terho Toivonen
- Vuokko Tolonen
- Allan Tolvanen
- Ida Tolvanen
- Pertti Tonteri
- Jarkko Tontti
- Heikki Toppila
- J. A. Torvelainen
- Juho Torvelainen
- Antti Toukkari
- V. K. Trast
- J. H. Tuhkanen
- Seppo Tuisku
- Ilmari Tulimaa
- Otto Tulindberg
- Ilpo Tuomarila
- Anu Tuomi-Nikula
- Otto Tuomi
- Erkki Tuomikoski
- Erkki Tuominen
- Pirjo Tuominen
- Pirjoliisa Tuominen
- Taija Tuominen
- Vappu Tuomioja
- Olavi Tuomola
- E. E. Tuompo
- Arto Tuovinen
- Ilmari Turja
- Jouko Turkka
- A. H. Turunen
- Annikki Turunen
- Armas E. Turunen
- Heikki Turunen
- Markku Turunen
- Olavi Turunen
- Tuttu Paristo
- Tuula Salonen
- Tyyni Tuulio
- Leila Tuure
- Antti Tuuri
- Merja Tynkkynen
- Martti Tyrkkö
- Jouko Tyyri
- Kalle Tähtelä
- Irma Tähtiranta
- Topi Törmä
- Emanuel Törmälä
- V. E. Törmänen
- Antti Törneroos

## U
- Algot Untola
- Erkki Uotila
- Akseli Urhonen
- Seppo Urpela
- Risto Urrio
- Terhi Utriainen
- Kaari Utrio
- Meri Utrio
- Untamo Utrio
- Iris Uurto
- Lauri Uusi-Hakimo
- Oskari Uutela

## V
- Eeva-Leena Vaahtio
- Lauri Vaala
- Maria Vaara
- Topi Vaara
- Ulla Vaarnamo
- Raimo Vahtera
- Veikko Vainikainen
- Emil Vainio
- Kauko Vainio
- Olli Vainio
- Väinö Vainio
- Jyrki Vainonen
- Aaro Vakkuri
- Juha Vakkuri
- Erkki Vala
- Sisko Valkama
- Hilja Valkeapää
- Ismo Valkoniemi
- Juhani Valli
- Kaarlo Valli
- Topi Martin Valli
- Aaro Vallinmäki
- Aladár Valmari
- Kaarina Valoaalto
- Hugo Valpas
- Essi Valta
- Hannu Valtonen
- Hilja Valtonen
- Jussi Valtonen
- Väinö Valvanne
- Emil Vammaskoski
- Anja Vammelvuo
- Ville Vanhala
- Kyllikki Vapaavirta
- Tuure Vapaavuori
- Otto Varhia
- Tuula-Liina Varis
- Tumppi Varonen
- Eero Vartio
- Marja-Liisa Vartio
- Ilkka Vartiovaara
- Yrjö Vasama
- Jalmari Vaula
- Terhi Vedenkivi
- Olavi Veenkivi
- Kosti Vehanen
- Kalle Veirto
- Johanna Venho
- Erkki Verkkonen
- Maarit Verronen
- Vilho Verronen
- Jovnna-Ánde Vest
- Veikko Vesterinen
- Ahti Vielma
- Siiri Vihantola
- Lyyli Vihervaara
- Helmi Vihne
- Jukka Viikilä
- Väinö Viipuri
- Lauri Viita
- Veikko Viita
- Eero Viitanen
- Frans Oskar Viitanen
- Seija Vilén
- Martta Vilenius
- Mikko Viljanen
- Taneli Viljanen
- Hilja Vilkemaa
- Lauriina Vilkkonen
- Varpu Vilkuna
- Kyllikki Villa
- Tapio Vilpponen
- Tuomas Vimma
- Heimer Virkkunen
- Veikko Virmajoki
- Voitto Viro
- Kyösti Virta
- Esko Virtala
- Ilma Virtala
- Arto Virtanen
- Irja Virtanen
- Kauko-Uolevi Virtanen
- A. Emil Virtasalo
- Annikki Virvatuli
- Aino Voipio
- Anni Voipio
- Voitto Voipio
- Lyyli Voutilainen
- Pentti E. Vuento
- Ville Vuoksinen
- Sinikka Vuola
- Olga Vuolle
- Elsa Vuontisjärvi
- Lilli Vuorela
- Huvi Vuorinen
- Juha Vuorinen
- Liisa Vuorinen
- Markku Vuorinen
- Salme Vuorinen
- Toivo Vuorinen
- Yrjö Vuorinen
- Anelma Vuorio
- Antero Vuorio
- Hannu Vuorio
- Otto Vuorio
- Kai-Veikko Vuoristo
- Liisa Vuoristo
- Sari Vuoristo
- Nuutti Vuoritsalo
- Armo Vuotila
- Iikka Vuotila
- Anja Vähäaho
- Juhana Vähänen
- Hannu Väisänen
- Martti Väisänen
- Tuija Välipakka
- Heikki Välisalmi
- Kalle Väre
- Vappu Väre
- Taru Väyrynen

## W
- Ilo Waara
- K. A. Waaranen
- Sara Wacklin
- C. F. von Wahlberg
- Jussi Wahlgren
- Karl Wahlgren
- Edvin Wahlstén
- U. W. Walakorpi
- Marguerite Walfridson
- Toivo Wallenius
- Axel Wallensköld
- Alli Walli
- Olai Wallin
- Elina Wallin
- Kristiina Wallin
- Mika Waltari
- Satu Waltari
- Toivo Waltari
- Juho Walve
- Kerttu Wanne
- Antero Warelius
- J. I. Warén
- Eliel Wartiainen
- Juhana Wegelius
- K. A. Wegelius
- Yrjö Weilin
- Kaarlo Wesala
- Erkki Wessman
- Erkki West
- Maija Westerlund
- Helena Westermarck
- Paul Westlake
- Sigurd Wettenhovi-Aspa
- Karl Gustaf Wetterhoff
- Mikael Wexionius
- A. J. Weänänen
- Elna Wichmann
- Nils Erik Wickberg
- Mika Wickström
- Peter Gustaf Wikman
- T. J. Wikman
- Maj-Britt Wikström-Nikander
- Johannes Wirtanen
- Carina Wolff-Brandt
- T. I. Wuorenrinne
- Martti Wuori

## Y
- Jaakko Yli-Juonikas
- Anna-Maija Ylimaula
- Raimo Ylinen
- Tauno Yliruusi
- Hannu Ylitalo
- Yrjö Ylänne
- Vilho Ylönen
- Yrjö Sakari Yrjö-Koskinen

## Z
- Konni Zilliacus
- Margherita Zilliacus